# Col d'Ibardin
Le col d'Ibardin est situé à la frontière franco-espagnole, dans les Pyrénées. Il sépare le département des Pyrénées-Atlantiques (région Nouvelle-Aquitaine), en France, de la communauté forale de Navarre, en Espagne.

## Géographie
C'est le dernier col routier frontalier que l'on rencontre en allant vers le golfe de Gascogne, il est accessible en voiture par la D 404, et à pied par le GR 10.

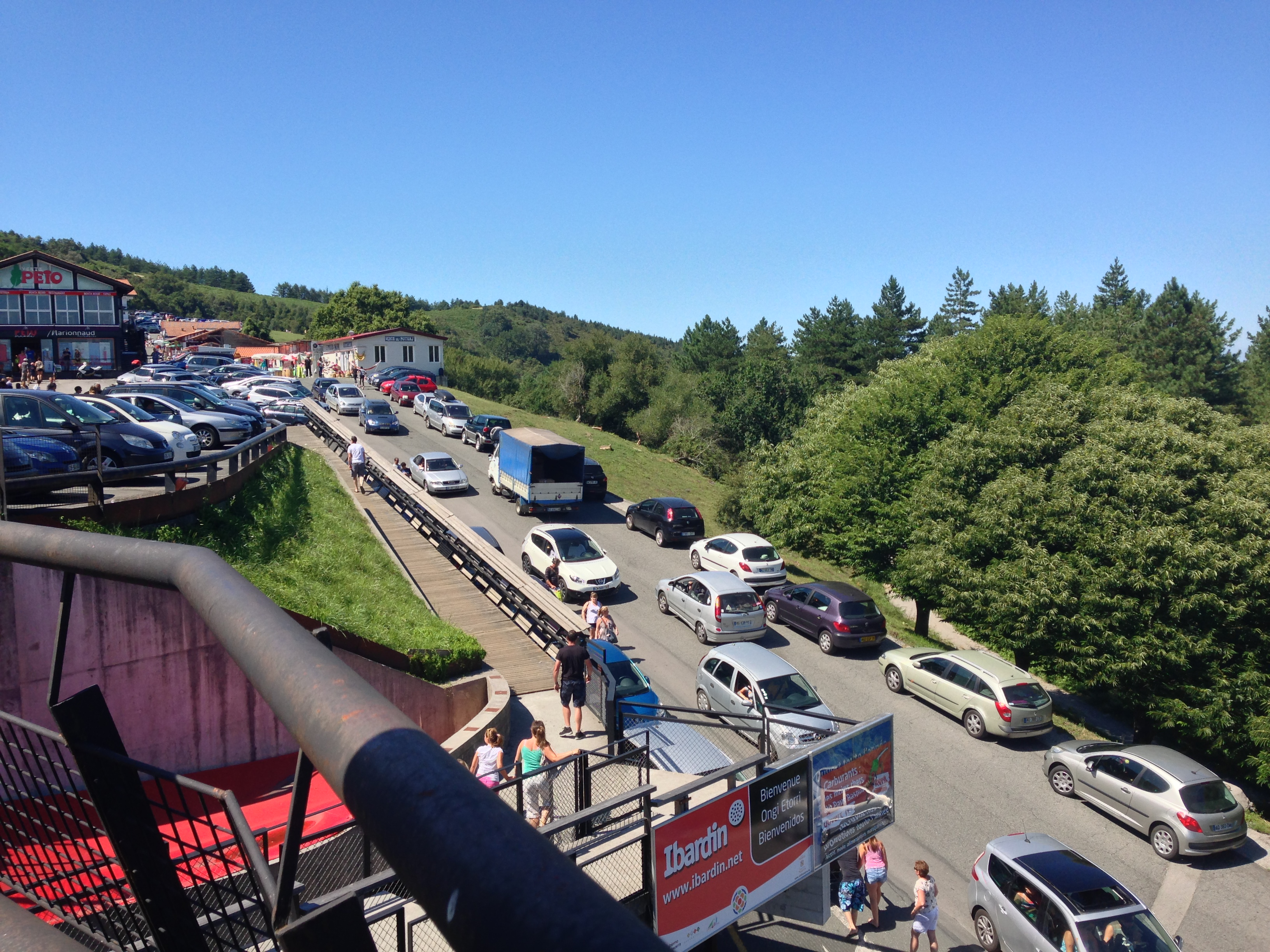
Vue de la route principale du col d'Ibardin menant aux différents commerces.
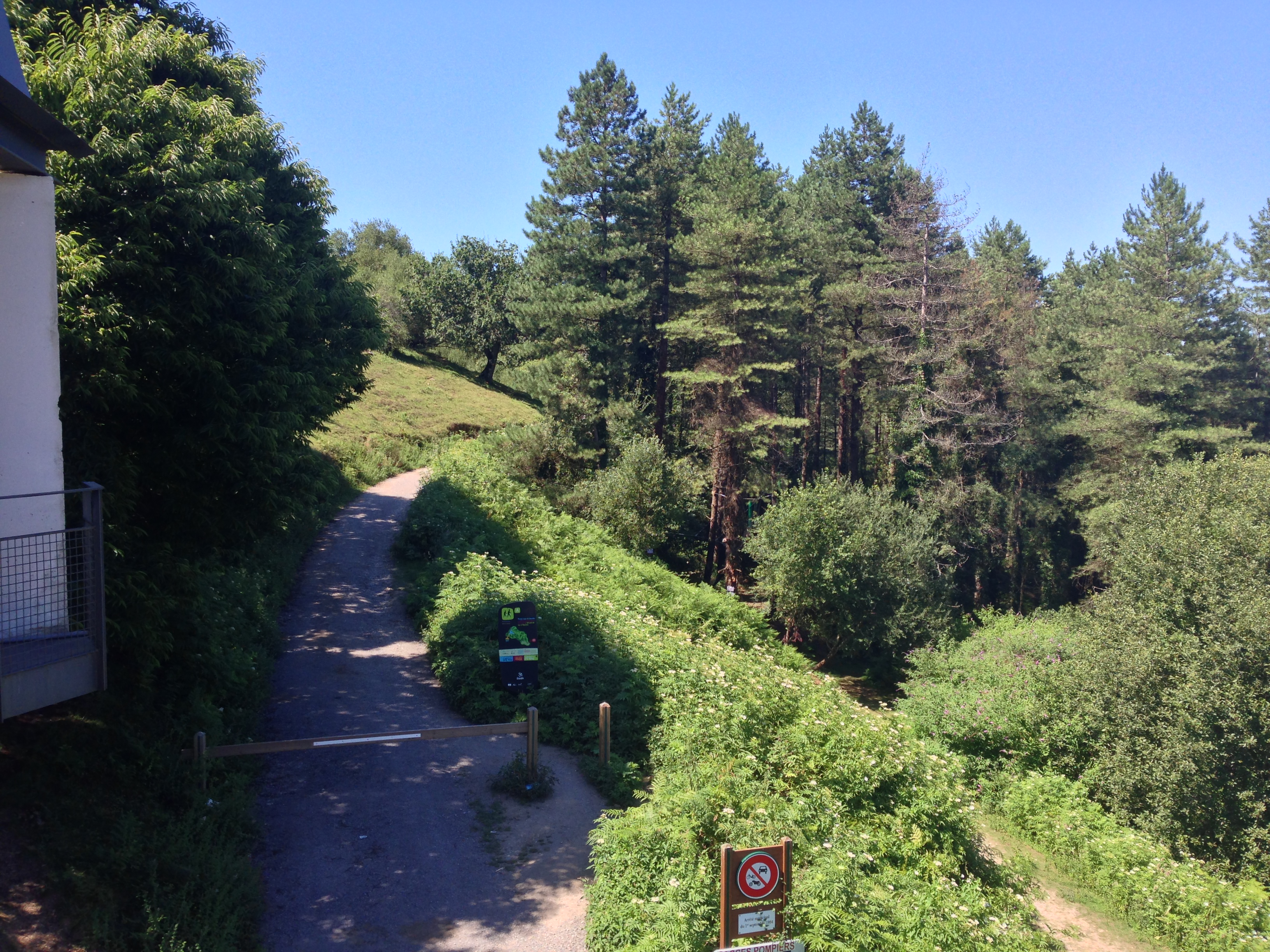
Vue de l'arrivée du sentier de grande randonnée (GR 10).

## Économie
Sur place se trouve une vingtaine de ventas  — mot espagnol qui désigne un commerce situé sur la frontière et qui n'est pas couvert par les taxes françaises. On y vend les articles les plus divers : alcool, tabac, sandales, jambon secs (marque Jamón Serrano par exemple), etc.
Début juillet 2013, un parc de loisirs et d'aventures a ouvert ses portes, le parc Ibardin Aventures, afin de diversifier l'économie du col d'Ibardin jusqu'à présent quasi uniquement basée sur les ventas.

Vue panoramique du col d'Ibardin avec une aire de jeu visible au centre ainsi que des commerces de part et d'autre de la photo.